# Institut national des télécommunications et des technologies de l'information et de la communication
L’Institut national des télécommunications et des technologies de l'information et de la communication (INTTIC), anciennement Institut des télécommunications d’Oran (ITO) est un établissement d'enseignement supérieur algérien sous la double tutelle du Ministère de la Poste et des Technologies de l’Information et de la Communication (MPTIC) et du Ministère de l’Enseignement Supérieur et de la Recherche Scientifique (MESRS).